# لولوه (اسم)
لولوه اسم عربي مبسط من لؤلؤة. وهو من أسماء البنات ويكتب بالإنجليزية Lulwah و Lulwa ومعناه لؤلؤه وهي الدرة التي تستخرج من المحارة في البحر. وجمعها لولو.
وتصغير وتدليل الاسم يعرف بــ لولو، واللولو.
ينتشر هذا الاسم في منطقة نجد والشرقية بالسعودية وفي منطقة دول الخليج.
وتسمى به كثير من أميرات السعودية وأميرات وشيخات دول الخليج، ومنهن:
- الأميرة لولوه بنت عبد العزيز بن عبد الرحمن آل سعود (بنت ملك ومؤسس المملكة العربية السعودية) متوفية.
- الأميرة لولوه الفيصل آل سعود (ابنة الملك فيصل ومديرة جامعة الملكة عفت).
- الأميرة لولوه بنت نواف بن محمد آل سعود (زوجة الأمير مشعل بن عبد الله أمير منطقة نجران وابن العاهل السعودي).
- الشيخة لولوه بنت حمد ال ثاني ( أمير دولة قطر)
- الشيخة لولوة بنت خليفة بن سلمان آل خليفة (شاعرة)
- لولوه سعد رفيق الحريري (ابنة رئيس وزراء لبنان سابقا).
- الشيخة لولوة بنت حمد السبيل تعتبر من أوائل المربيات في السعودية لدى السلك التعليمي أعظم أم خلقها الرحمن
- لولوة القطامي